# Sjist
Sjist (på før- og amrumfrisisk også sjiist, på sildfrisisk Siist) betegner en kvindedragt lavet af fåreskind (→ en pelskjole), som var i brug på de nordfrisiske øer Sild, Før og Amrum op til 1800-tallet. På dansk findes tilsvarende udtrykket skindpels.
Sjisten blev ofte, f. eks. ved kirkegangen, kombineret med en overkjole (en såkaldt korhl) og en bælte (Bealt, riam) med messingspænde. Sjisten selv blev bæret med lædersiden udad. Under sjisten kunne bæres to sjist-peier, en nederdel foldet ved ryggen. Rundt om hovedåbningen løb den såkaldte skenke, som bestod af korthåret sort lammeskind og som var fyldt med blår (heede). Den omtrent 30 cm brede bagside var broderet og besat med rødt marokkolæder. Om sommeren bar sildringerne i stedet for en sjist en uldkjole (Uellensmok) eller en linnedkjole (Lennensmok).
På dansk findes tilsvarende begrebet skindpels. Begrebet hat også fundet vej i ældre danske talemåder som  drive skindpels med en
Fra Amrum kendes talemåden en lüs iin uun a sjiist saat (på dansk: sætte lus i (skind)pelsen).